# قشلاق الی شعبانی
قشلاق الی شعبانی یک روستا در ایران است که در استان اردبیل واقع شده‌است. قشلاق الی شعبانی ۱۷۱ نفر جمعیت دارد.